# Fractal (videójáték)
A Fractal: Make Blooms Not War logikai videójáték, melyet a Cipher Prime fejlesztett és jelentetett meg. A játékban hatszögletű töredékeket kell egymáshoz illeszteni, hogy nagyobb hatszögeket és láncreakciókat alkossanak.
A Fractalt 2010. május 26-án jelentette meg a Cipher Prime a weboldalán keresztül OS X és Microsoft Windows platformokra.

## Játékmenet
A Fractal játékmenete hatszögek hét nagyobb hatszögláncba, vagy „virágokba” való tolása köré épül fel, ezekért a játékosok pontokat kapnak. A Fractal három játékmódot tartalmaz; történet, játékterem és fejtörő. A történetmódban a játékosoknak meghatározott pontszámot kell elérniük, hogy a következő szintre léphessenek. A harminc pályából álló történetmód során a játékosok különböző speciális képességeket biztosító hatszögekkel is megismerkednek, amelyek használatával további pontokat kaphatnak. A játéktermi módban a játékosoknak minél tovább életben kell maradniuk, hogy minél nagyobb pontszámot tudjanak elérni. Az ötven szintből álló fejtörőmódban a játékosoknak korlátozott mozdulatból kell egy megadott feladatot teljesíteniük. A fejtörőmódban az összes feladatsorozat egy fraktálalakzatról (Koch, Menger, Sierpinski, Julia, Mandelbrot és Dragon) kapta a nevét.

## Megjelenés
A játék OS X- és Windows-verziója a tervek szerint 2010. május 24. jelent volna meg a Cipher Prime weboldalán keresztül, azonban annak hosztja, a Media Temple elosztott szolgáltatásmegtagadással járó támadáson (DDoS) esett át, így a játék végül csak két nappal később, 2010. május 26-án jelent meg. 2011. augusztus 18-án az indiePub egy iOS-átiratot is megjelentetett. Ezt a verziót 2012 januárjában eltávolították az App Store-ból, azonban a következő hónapban a Cipher Prime magánkiadásában visszakerült. Az OS X- és a Windows-verziók 2011. november 29-én a Steam kínálatában is megjelentek.

## Fogadtatás
A játék „általánosságban kedvező” kritikai fogadtatásban részesült a Metacritic gyűjtőoldal adatai szerint.

## Fordítás
- Ez a szócikk részben vagy egészben  a   Fractal (video game) című angol Wikipédia-szócikk ezen változatának fordításán alapul.  Az eredeti cikk szerkesztőit annak laptörténete sorolja fel. Ez a jelzés csupán a megfogalmazás eredetét és a szerzői jogokat jelzi, nem szolgál a cikkben szereplő információk forrásmegjelöléseként.